# Rio Manicorèzinho
Rio Manicorèzinho är ett vattendrag i Brasilien.   Det ligger i delstaten Amazonas, i den centrala delen av landet, 1 700 km nordväst om huvudstaden Brasília.
I omgivningarna runt Rio Manicorèzinho växer i huvudsak städsegrön lövskog. Trakten runt Rio Manicorèzinho är nära nog obefolkad, med mindre än två invånare per kvadratkilometer.